# Гондурас Прогресо
Гондурас Прогресо (исп. Club Deportivo Honduras Progreso) — гондурасский футбольный клуб из города Эль-Прогресо, в настоящее время выступающий в Национальной лиге Гондураса, первой по уровню в системе футбольных лиг страны. Домашние матчи команда проводит на стадионе Умберто Мичеллетти, вмещающем около 5 500 зрителей.
Клуб был основан под названием Клуб Депортиво Гондурас (исп. Club Deportivo Honduras) в 1965 году и был одним из основателей Национальной лиги Гондураса, в которой он выступал до 1969 года, когда заняв последнее место вылетел во Второй дивизион. А вскоре и вовсе исчез из профессионального футбола.
В 2011 году началось возрождение клуба. В 2013 году на должность главного тренера команды был назначен Вильмер Крус, бывший вратарь национальной сборной, получивший тренерскую лицензию летом того же года. В сезоне 2013/14 «Гондурас Прогресо» выиграл Апертуру и Клаусуру лиги Ассенсо, что позволило ему выйти в Национальную лигу. 
В Апертуре 2014 клуб стал четвёртым в регулярном чемпионате, а в первом раунде плей-офф уступил «Реал Сосьедаду», а Анхель Техеда с 10 забитыми голами занял второе место в списке лучших бомбардиров турнира. Спустя год «Гондурас Прогресо» стал чемпионом Гондураса под руководством главного тренера Эктора Кастельона, заняв первое место в регулярном чемпионате и переиграв «Мотагуа» в финале. В последовавших двух розыгрышах команда не попадала даже в зону плей-офф, а в Клаусуре 2017 «Гондурас Прогресо» вышел в финал чемпионата страны, где был дважды разгромлен «Мотагуа» с общим счётом 1:7.

## Достижения
- Чемпион Гондураса (1): Ап. 2015.
- Финалист чемпионата Гондураса (1): Кл. 2017.